# Nicole Bauer

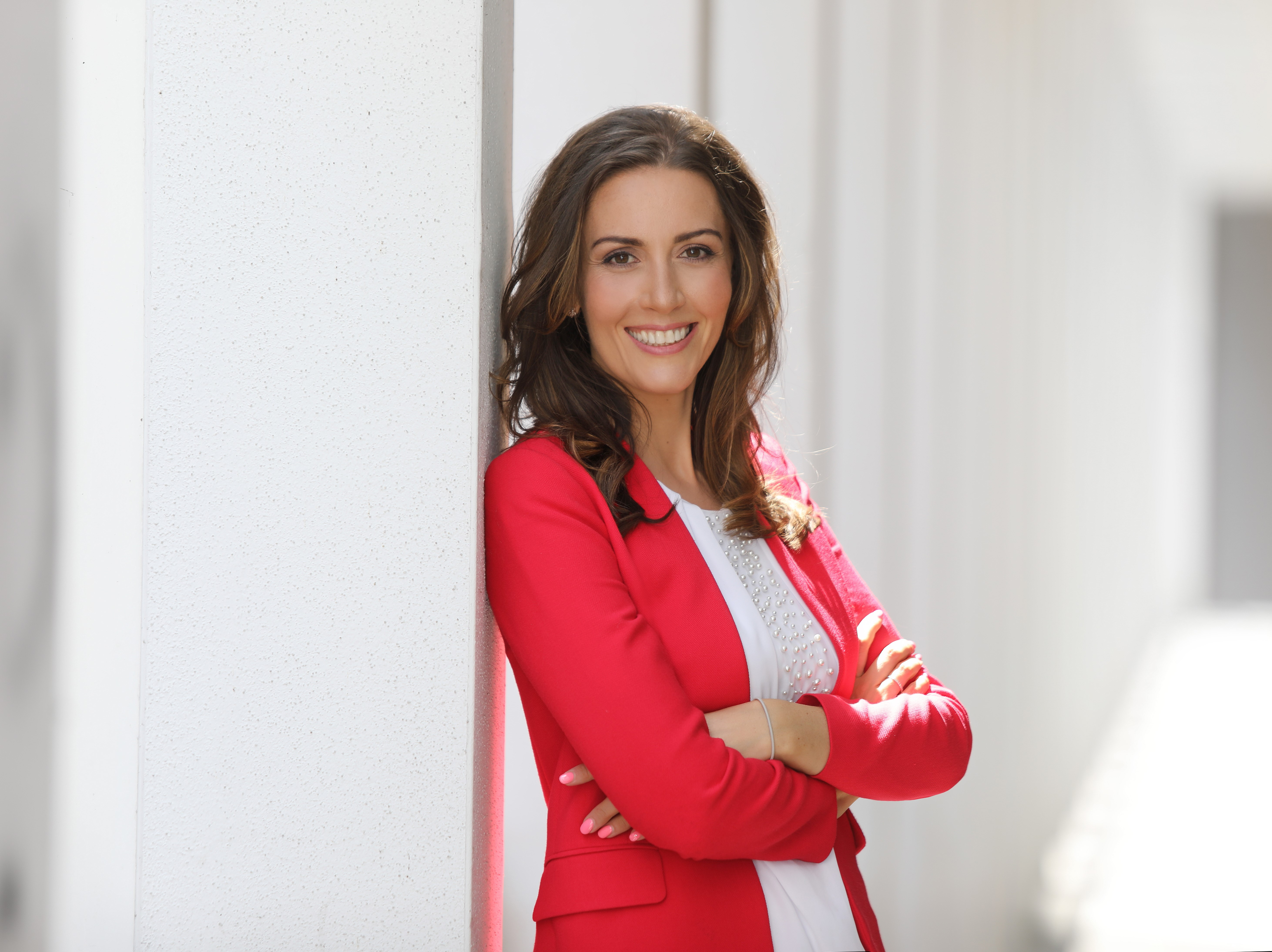
Nicole Bauer

Nicole Anna Elisabeth Bauer (* 19. März 1987 in Vilsbiburg) ist eine deutsche Politikerin (FDP) und war Mitglied des 19. Deutscher Bundestages sowie des 20. Deutscher Bundestages.

## Leben und Beruf
Nicole Bauer wuchs auf dem landwirtschaftlichen Betrieb ihrer Eltern auf. Nach dem Abschluss 2003 an der Staatlichen Realschule Landshut erwarb Bauer 2005 ihr Fachabitur an der Fachoberschule Landshut. An der Hochschule Landshut absolvierte sie ein Studium des Wirtschaftsingenieurwesens mit den Schwerpunkten Elektronik, Systeme und Technologien, das sie 2009 als Diplom-Wirtschaftsingenieurin (FH) der Fachrichtung Elektrotechnik beendete. Während ihres Studiums hatte sie Auslandsaufenthalte in Oxford, Boston und Shanghai. 2008 war sie zudem Werkstudentin im BMW Forschungs- und Entwicklungszentrum in München. Ihre Diplomarbeit schrieb sie mit der Unterstützung der Audi AG in Ingolstadt.
Von 2009 bis 2012 arbeitete sie als Wirtschaftsingenieurin bei der Maschinenfabrik Reinhausen in Regensburg und von 2012 bis 2017 im Antriebsbereich der BMW AG in München.
Anlässlich des Jubiläums zu 25 Jahren Wirtschaftsingenieurwesen an der Hochschule Landshut hielt Nicole Bauer eine Keynote über aufgeworfene Grundsatzfragen der technischen Transformation und künstlicher Intelligenz.

## Mitgliedschaften
Bauer ist Mitglied im Kuratorium der Hochschule Landshut, bei diversen Mittelstandsvereinigungen und im Verband Deutscher Wirtschaftsingenieure (VWI). Außerdem ist sie Mitglied im Burschenverein Velden, der Krieger- und Soldatenkameradschaft Velden, bei der Freiwilligen Feuerwehr und im Ehrenrat der Roten Raben Vilsbiburg.

## Politische Laufbahn
Bauer ist seit 2010 Mitglied der Freien Demokraten und den Jungen Liberalen. Seit 2013 ist sie Mitglied des Landesvorstands der FDP Bayern. Von 2014 bis 2018 fungierte sie auf Bezirksebene als stellvertretende Bezirksvorsitzende. Sie war Vorsitzende der Jungen Liberalen in Landshut. 2015 übernahm Bauer den Vorsitz des Kreisverbandes der FDP Landshut.
Seit 2017 ist Bauer Mitglied des Deutschen Bundestages. In der 19. Legislaturperiode war sie frauenpolitische Sprecherin der FDP-Fraktion. Neben ihren ordentlichen Mitgliedschaften im Ausschuss für Ernährung und Landwirtschaft und im Ausschuss für Familie, Senioren, Frauen und Jugend war sie stellvertretendes Mitglied im Unterausschuss für Bürgerschaftliches Engagement, im Ausschuss für Wirtschaft und Energie sowie im Parlamentarischen Beirat für nachhaltige Entwicklung. Außerdem war sie stellvertretende Vorsitzende der Deutsch-Nordischen Parlamentariergruppe.
Seit 2020 ist Bauer Bezirksvorsitzende der FDP Niederbayern. Seit den Kommunalwahlen in Bayern im März 2020 ist Bauer Marktgemeinderätin in Velden sowie Kreisrätin und stellvertretende Fraktionsvorsitzende im Kreistag Landshut.
Bei der Bundestagswahl 2021 trat Nicole Bauer erneut als Direktkandidatin der FDP im Wahlkreis Landshut an und wurde Mitglied des 20. Deutschen Bundestages. Sie erhielt bei dieser Wahl das beste Erststimmenergebnis der FDP in Bayern und das zweitbeste aller Kandidaten in ihrem Wahlkreis. Sie zog über die Landesliste in das Parlament ein.
Bei den Verhandlungen zur Ampelkoalition zwischen SPD, Bündnis 90/Die Grünen und FDP nach der Bundestagswahl 2021 war Bauer als Landwirtschaftspolitikerin Teil der Arbeitsgruppe „Klima, Energie und Transformation“. Bauer wurde erneut Mitglied des Ausschusses für Familie, Frauen, Senioren und Jugend und Sprecherin für Frauenpolitik und Diversity. Außerdem ist sie Mitglied des Wirtschaftsausschusses und des Unterausschusses „Bürgerschaftliches Engagement“, stellvertretend im Ausschuss für Landwirtschaft und Ernährung und Vorsitzende der FDP-Frauengruppe im Bundestag.
Bei einer Umfrage von agrarheute.com wünschten sich im Oktober 2021 die Teilnehmenden mehrheitlich ein Bundeslandwirtschaftsministerium unter der Führung der FDP und Nicole Bauer als Bundeslandwirtschaftsministerin.
Am 25. Mai 2023 hob der Deutsche Bundestag mit einstimmigem Beschluss ihre politische Immunität auf. Medienberichten zufolge ist der Grund der geplante Vollzug eines gerichtlichen Durchsuchungsbeschlusses gegen Bauer wegen des Verdachts auf Steuerhinterziehung. Mittlerweile ist das Verfahren abgeschlossen. Im Wesentlichen hatte Nicole Bauer bei der Vermietung einer Wohnung an ihren Ex-Freund eine zu geringe Miete veranschlagt. Sie habe gegenüber den Finanzbehörden, vertreten und beraten durch ihren Steuerberater, keine falschen Erklärungen abgegeben, also nicht getäuscht.

## Politische Positionen
Bauer engagierte sich bei Motorradfahrerprotesten gegen Wochenendfahrverbote und sprach unter anderem auf den vom RideFree Germany e. V. organisierten Demonstrationen in Nürnberg am 1. Mai 2021 und in Stuttgart am 4. Juli 2021 jeweils zu mehreren tausend Teilnehmern. Sie ist Gründungsmitglied der Initiative FDP BIKER.
Bauer besuchte mehrfach Demonstrationen von Landwirten gegen die Landwirtschaftspolitik der Großen Koalition 2020. Im Zuge der Bauernproteste gegen die Abschaffung der Agrardiesel-Rückvergütung im Frühjahr 2024 setzte sie sich weiterhin für die Interessen und Belange der Bauern ein. Im Bundestag stimmte Nicole Bauer für einen entsprechenden Antrag der Unionsfraktion und enthielt sich als Konsequenz beim Haushaltsfinanzierungsgesetz 2024. In der persönlichen Erklärung zu ihrem Abstimmungsverhalten betonte sie, dass es gerade die CDU/CSU in den letzten Jahrzehnten war, die die Landwirtschaft mit Auflagen belastet und von Subventionen abhängig gemacht hatte. Ihr Vorschlag war es, den Agrardiesel und Treibstoff europaweit einheitlich zu regeln.
Während der COVID-19-Pandemie sprach sich Bauer früh gegen eine Corona-Impfpflicht aus und war Mitantragstellerin im Antrag „Impfbereitschaft ohne allgemeine Impfpflicht gegen SARS-CoV-2 erhöhen“ ihres Parteikollegen Wolfgang Kubicki. Bauer betrachtete eine allgemeine Impfpflicht als verfassungswidrig. Die FDP-Politikerin befürwortet eine wissenschaftlich fundierte und sachliche Analyse und Aufarbeitung der Corona-Politik.
In Bezug auf die neue BMWK-Förderrichtlinie für Games betonte Nicole Bauer, dass die geplante Projektmindestgröße auch kleine Projekte berücksichtigen solle und keine sachfremden Kriterien im Rahmen der Förderboni angewendet werden dürften.
Als Sprecherin für Frauenpolitik und Diversity der FDP-Bundestagsfraktion streitet Nicole Bauer für eine bessere Vereinbarkeit von Familie und Beruf. Sie tritt für einen Mutterschutz für Selbstständige und für einen gestaffelten Mutterschutz nach Tot- und Fehlgeburten. Nicole Bauer macht als Politikerin auch auf die Herausforderungen bei der Vereinbarkeit von Mandat und Familie aufmerksam und setzt sich für die Stärkung der frühkindlichen Bildung ein.
Die FDP-Politikerin setzte sich in der 20. Wahlperiode unter anderem für das Zweite Gesetz zur Änderung des Schwangerschaftskonfliktgesetzes ein, welches sogenannte Gehsteigbelästigung vor Abtreibungskliniken und Beratungsstellen als Ordnungswidrigkeiten eingestuft und mit Bußgeldtatbeständen von bis zu 5.000 € versieht.
Sie lehnt das nordische Prostitutionsmodell ab. Dieses würde zu einer Zunahme der Gewalt gegen Sexarbeiterinnen führen, die Prostitution selbst würde kaum zurückgehen.
Nicole Bauer spricht sich klar für Technologieoffenheit, für die Nutzung von Kernkraftwerken neuer Generationen und für Kernfusion aus. Wichtig seien ihr in diesem Zusammenhang Versorgungssicherheit, Bezahlbarkeit und Verfügbarkeit. In dieser Konsequenz enthielt sie sich bei der Abstimmung zu einem Antrag der Opposition im März 2023, die sich auf die Abschaltung von den drei Kernkraftwerke Isar 2, Neckarwestheim 2 und Emsland bis zum 31. Dezember 2024 bezogen.
Nicole Bauer liegt das Thema „Sozialer Aufstieg“ am Herzen. Gemäß ihren persönlichen Erfahrungen möchte sie sich dafür einsetzen, das Aufstiegsversprechen zu erneuern. Es sollen für jeden Einzelnen die passenden Rahmenbedingungen zur Verfügung gestellt werden, um selbstbestimmt leben zu können.
Nicole Bauer spricht sich für Pragmatismus, Vernunft und Innovationsfreundlichkeit in der Energie-, Klima- und Verkehrspolitik aus. Das Verbot für Fahrzeuge mit Verbrennungsmotor ab 2035 lehnt die FDP-Politikerin ab. Stattdessen setzt sie auf neue Innovationen und Technologieoffenheit statt Verbote.

## Privates
Nicole Bauer ist römisch-katholisch. Im September 2022 wurde sie Mutter eines Sohnes.